# 慧可断臂図
『慧可断臂図』（えかだんぴず）は、室町時代の雪舟による水墨画・禅画。国宝に指定されている。
中国の禅宗二祖慧可が、初祖達磨に弟子入りするため、自らの左腕を切断して決意を示した、という伝説を描く。

## 場面
伝説によれば、達磨はインドから中国に来て、梁の武帝に面会した後、嵩山少林寺で「面壁九年」と呼ばれる座禅修行に入った。そこに慧可（当時の名は神光）が訪れ弟子入りを願ったが、達磨は耳を貸さなかった。何度訪ねても変わらず、ある冬の雪の日、慧可は自らの求道心を示すため、刀で左腕を切断した。達磨はこれを受け「達磨安心」と呼ばれる禅問答をし、慧可の弟子入りを認めた。
以上の伝説は『景徳伝灯録』などに記されており、本作含め度々画題になっている。
漢字の「臂」は日本語では「ひじ」を意味するが、本作および中国語では「うで」を意味する。

## 絵画
畳約一条分（縦183.8、横112.8cm）の巨大な紙に描かれており、達磨はほぼ等身大に描かれている。
達磨の衣は極太の淡墨で簡潔に描かれている。そのため身体が背景の洞窟に消え入るかのようだが、顔は濃墨で強調的に描かれている。
慧可の血や口に赤色が使われており、慧可の苦痛が読み取れる。水墨画で墨以外の色を使うことは珍しくないが、本作では効果的な演出となっている。
洞窟のゴツゴツとした岩肌は、「皴法」という中国絵画由来の技法で描かれている。穴が空いた岩は雪舟がよく描いたモチーフである。
本作は様々な解釈ができる。一見コミカルなデザインだが、緊張感が漂う。大胆さと繊細さ、画面構成の面白さが光る作品とされる。

## 成立
雪舟が明から帰国して約30年後、77歳のとき、1496年（明応5年）に成立した。絵画左側に「四明天童第一座雪舟行年七十七歳謹図之」の款記と「雪舟」「等楊」の印章がある。「四明天童第一座」は雪舟が明で授かった称号である。
絵画の巨大さや精緻さから、権力者からの注文制作と考えられる。
構図などにおいて、明の戴進『達磨六代祖師図巻』の影響を受けていると言われる。

## 伝来
雪舟没後の1532年（天文元年）尾張国知多郡大野城主佐治氏の佐治為貞によって、同地の斉年寺に寄贈された。これは別途保存された絹地墨書から分かる。
2004年（平成16年）国宝に指定された。雪舟は本作のような人物画よりも山水画を多く残しており、他の国宝5点が山水画であるなか本作が唯一の人物画となっている。
21世紀現代では、斉年寺から京都国立博物館に寄託されている。斉年寺には複製がある。
模本として、東京国立博物館蔵の江戸時代の狩野惟信による模本がある。